# Iván Gómez (futbolista)
Iván Gómez (Villa Elisa, Partido de La Plata, Argentina; 28 de febrero de 1997) es un futbolista argentino. Juega de mediocampista en el Central Córdoba, de la Primera División de Argentina.

## Trayectoria

### Estudiantes de La Plata
Llegó al club a la temprana edad de 8 años, en el verano del 2005. Pasó por todas las instancias de inferiores y fue parte de la gran Categoría 1997 del pincha junto a Juan Foyth, Lucas Rodríguez, Santiago Ascacibar, Juan Bautista Cascini y Francisco Apaolaza.
Integró el equipo de Estudiantes de La Plata que consigue lograr la Copa Frenz International Cup 2016 en Malasia derrotando al Club Internacional de Brasil por 1 a 0.
Hizo su debut profesional el 16 de julio de 2016 frente a Atlas por Copa Argentina, en Salta, donde el conjunto platense se impuso por 3-0. 
Su primer gol fue contra Independiente el 29 de enero del 2018, por el campeonato local. El partido terminó 2-1 a favor de Estudiantes.

### Club Atlético Platense
El 4 de julio de 2021 se confirmó su salida a préstamo por 18 meses al Club Atlético Platense. En el Calamar anotó su primer gol ante Godoy Cruz Antonio Tomba, y su primer doblete ante Atlético Tucumán.

### Newell's Old Boys
Para la temporada 2023, se anunció que, al no tener lugar en Estudiantes, donde debía regresar del préstamo, fichará para Club Atlético Newell's Old Boys, dirigido por Gabriel Heinze.
Acordó con Newell's Old Boys un préstamo con opción de compra por el término de un año y para ello debió extender el vínculo con estudiantes hasta diciembre de 2024.

### Club Atlético Platense (segundo ciclo)
En enero de 2024, El «Calamar» adquirió el 50% de los derechos federativos y económicos a Estudiantes de La Plata y le firmó un contrato hasta el 31 de diciembre del 2027.

## Estadísticas

### Clubes
Actualizado hasta su último partido disputado el 28 de mayo de 2025.
| Club                              | Div.          | Temporada     | Liga  | Liga  | Liga   | Copas nacionales | Copas nacionales | Copas nacionales | Torneos internacionales | Torneos internacionales | Torneos internacionales | Total | Total | Total  |
| Club                              | Div.          | Temporada     | Part. | Goles | Asist. | Part.            | Goles            | Asist.           | Part.                   | Goles                   | Asist.                  | Part. | Goles | Asist. |
| --------------------------------- | ------------- | ------------- | ----- | ----- | ------ | ---------------- | ---------------- | ---------------- | ----------------------- | ----------------------- | ----------------------- | ----- | ----- | ------ |
| Estudiantes de La Plata Argentina | 1.ª           | 2016-17       | 7     | 0     | 0      | 2                | 0                | 0                | —                       | —                       | —                       | 9     | 0     | 0      |
| Estudiantes de La Plata Argentina | 1.ª           | 2017-18       | 17    | 2     | 0      | —                | —                | —                | 6                       | 0                       | 0                       | 23    | 2     | 0      |
| Estudiantes de La Plata Argentina | 1.ª           | 2018-19       | 16    | 0     | 1      | 4                | 1                | 0                | 2                       | 0                       | 0                       | 22    | 1     | 1      |
| Estudiantes de La Plata Argentina | 1.ª           | 2019-20       | 20    | 1     | 2      | 4                | 0                | 0                | —                       | —                       | —                       | 24    | 1     | 2      |
| Estudiantes de La Plata Argentina | 1.ª           | 2020-21       | —     | —     | —      | 9                | 0                | 0                | —                       | —                       | —                       | 9     | 0     | 0      |
| Estudiantes de La Plata Argentina | 1.ª           | 2021          | —     | —     | —      | 6                | 0                | 0                | —                       | —                       | —                       | 6     | 0     | 0      |
| Estudiantes de La Plata Argentina | Total club    | Total club    | 60    | 3     | 3      | 25               | 1                | 0                | 8                       | 0                       | 0                       | 93    | 4     | 3      |
| C. A. Platense Argentina          | 1.ª           | 2021          | 23    | 1     | 2      | —                | —                | —                | —                       | —                       | —                       | 23    | 1     | 2      |
| C. A. Platense Argentina          | 1.ª           | 2022          | 19    | 1     | 1      | 9                | 2                | 0                | —                       | —                       | —                       | 28    | 3     | 1      |
| C. A. Platense Argentina          | 1.ª           | 2024          | 14    | 0     | 0      | 13               | 0                | 0                | —                       | —                       | —                       | 27    | 0     | 0      |
| C. A. Platense Argentina          | Total club    | Total club    | 56    | 2     | 3      | 22               | 2                | 0                | 0                       | 0                       | 0                       | 78    | 4     | 3      |
| C. A. Newell's Old Boys Argentina | 1.ª           | 2023          | 22    | 0     | 1      | 13               | 0                | 1                | 7                       | 2                       | 0                       | 42    | 2     | 2      |
| C. A. Newell's Old Boys Argentina | Total club    | Total club    | 22    | 0     | 1      | 13               | 0                | 1                | 7                       | 2                       | 0                       | 42    | 2     | 2      |
| Central Córdoba (SdE) Argentina   | 1.ª           | 2025          | 11    | 1     | 3      | 1                | 0                | 0                | 5                       | 0                       | 0                       | 17    | 1     | 3      |
| Central Córdoba (SdE) Argentina   | Total club    | Total club    | 11    | 1     | 3      | 1                | 0                | 0                | 5                       | 0                       | 0                       | 17    | 1     | 3      |
| Total carrera                     | Total carrera | Total carrera | 149   | 6     | 10     | 61               | 3                | 1                | 20                      | 2                       | 0                       | 230   | 11    | 11     |
| 1. 2.                             |               |               |       |       |        |                  |                  |                  |                         |                         |                         |       |       |        |

## Palmarés
| Competición                  | Equipo                         | Sede    | Resultado |
| ---------------------------- | ------------------------------ | ------- | --------- |
| Frenz International Cup 2016 | Estudiantes de La Plata Sub-19 | Malasia | Campeón   |

## Estadísticas
- Iván Gómez en Transfermarkt
- Iván Gómez en Soccerway

- Datos: Q39082401